# ATP Tour 500

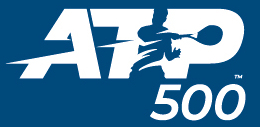
Logotipo ATP World Tour 500.

Los ATP Tour 500 (anteriormente denominados International Series Gold) son una serie de torneos oficiales de tenis masculino que forman parte del ATP Tour, por debajo en categoría de los Masters 1000 y por encima de los ATP 250. Esta serie de torneos se caracteriza por repartir entre 690 000 USD y 1 426 250 USD. La distribución de puntos son: 500 al campeón, 330 al finalista, 200 a los semifinalistas, 100 a los cuartofinalistas, 50 a los que alcanzan la segunda ronda y no reparte puntos entre los perdedores de primera ronda.
En el año 2009 la Asociación de Tenistas profesionales decide realizar una serie de cambios en el calendario anual del circuito, cambiando el nombre de todas las series de torneos pertenecientes a la ATP (Tennis Masters Cup, ATP Masters Series, ATP International Series Gold y ATP International Series), generando una nueva repartición de puntos para el ranking mundial. De esta manera nace la serie de torneos ATP World Tour 500. Una particularidad de esta nueva serie fue la inclusión de nuevos torneos pertenecientes a otras categorías: Hamburgo pasó de ser un torneo ATP Masters Series a un ATP World Tour 500, además que también cambió su fecha en el calendario tenístico, mientras que los torneos Stuttgart, Kitzbühel y Viena pasaron a ser parte de los torneos ATP 250, dándole paso a nuevos torneos ATP World Tour 500 como Beijing, Basilea y Valencia, los cuales pertenecían a la serie ATP International Series, generando una cantidad de 11 torneos en total por año.
En 2015, la ATP decide realizar nuevos cambios en los torneos ATP World Tour 500: el torneo de Viena vuelve a ser parte de la serie ATP World Tour 500, se incluye una gira previa a Wimbledon en césped con los torneos de Halle y Londres-Queen's, excluyendo el torneo de Valencia (ahora ATP 250), dejando una totalidad de 13 torneos ATP World Tour 500 por año.
El jugador con mayor cantidad de títulos en esta categoría es Roger Federer con 24.
El único jugador en ganar títulos en esta categoría en las tres superficies (dura, hierba y tierra) es Carlos Alcaraz.

## Distribución de puntos
Los siguientes puntos se otorgan al jugador que logra alcanzar una determinada ronda en un torneo ATP 500 (cuadro de 32 jugadores):
| Categoría            | G   | F   | SF  | CF  | R16 | R32 | C  | C2 | C1 |
| Individual masculino | 500 | 330 | 200 | 100 | 50  | 0   | 25 | 13 | 0  |
| Dobles masculino     | 500 | 300 | 180 | 90  | –   | –   | 45 | 25 | 0  |

## Calendario
El siguiente calendario está realizado en base a los torneos programados para 2025.
| Mes        | 1ª Semana | 2ª Semana       | 3ª Semana          | 4ª Semana           | 5ª Semana      |
| Enero      |           |                 |                    |                     |                |
| Febrero    |           | Dallas Róterdam |                    | Doha Río de Janeiro | Acapulco Dubái |
| Marzo      |           |                 |                    |                     |                |
| Abril      |           |                 | Barcelona Múnich   |                     |                |
| Mayo       |           |                 |                    | Hamburgo            |                |
| Junio      |           |                 | Halle Queen's Club |                     |                |
| Julio      |           |                 |                    | Washington          |                |
| Agosto     |           |                 |                    |                     |                |
| Septiembre |           |                 |                    | Pekín Tokio         |                |
| Octubre    |           |                 |                    | Basilea Viena       |                |
| Noviembre  |           |                 |                    |                     |                |

     Semanas sin torneos ATP 500.

## Palmarés

### 2009
En 2009 el ATP World Tour 500 lo integraron los siguientes torneos:
| Torneo     | Fecha     | Superficie    | Premios     | Cuadro | Campeón               | Subcampeón         | Resultado         |
| ---------- | --------- | ------------- | ----------- | ------ | --------------------- | ------------------ | ----------------- |
| Róterdam   | Febrero   | Dura (i)      | € 1 445 000 | 32     | Andy Murray           | Rafael Nadal       | 6-3, 4-6, 6-0     |
| Memphis    | Febrero   | Dura (i)      | $ 1 226 500 | 32     | Andy Roddick          | Radek Štěpánek     | 7-5, 7-5          |
| Acapulco   | Febrero   | Tierra batida | $ 1 226 500 | 32     | Nicolás Almagro       | Gaël Monfils       | 6-4, 6-4          |
| Dubái      | Febrero   | Dura          | $ 2 233 000 | 32     | Novak Djokovic        | David Ferrer       | 7-5, 6-3          |
| Barcelona  | Abril     | Tierra batida | € 1 995 000 | 56     | Rafael Nadal          | David Ferrer       | 6-2, 7-5          |
| Hamburgo   | Julio     | Tierra batida | € 1 115 000 | 48     | Nikolay Davydenko     | Paul-Henri Mathieu | 6-4, 6-2          |
| Washington | Agosto    | Dura          | $ 1 402 500 | 48     | Juan Martín del Potro | Andy Roddick       | 3-6, 7-5, 7-6 (6) |
| Pekín      | Octubre   | Dura          | $ 3 337 000 | 32     | Novak Djokovic        | Marin Čilić        | 6-2, 7-6 (4)      |
| Tokio      | Octubre   | Dura          | $ 1 226 500 | 32     | Jo-Wilfried Tsonga    | Mikhail Youzhny    | 6-3, 6-3          |
| Basilea    | Noviembre | Dura (i)      | € 1 755 000 | 32     | Novak Djokovic        | Roger Federer      | 6-4, 4-6, 6-2     |
| Valencia   | Noviembre | Dura (i)      | € 2 019 000 | 32     | Andy Murray           | Mikhail Youzhny    | 6-3, 6-2          |

### 2010
En 2010 el ATP World Tour 500 lo integraron los siguientes torneos:
| Torneo     | Fecha     | Superficie    | Premios     | Cuadro | Campeón           | Subcampeón          | Resultado           |
| ---------- | --------- | ------------- | ----------- | ------ | ----------------- | ------------------- | ------------------- |
| Róterdam   | Febrero   | Dura (i)      | € 1 445 000 | 32     | Robin Söderling   | Mikhail Youzhny     | 6-4, 2-0, ret.      |
| Memphis    | Febrero   | Dura (i)      | $ 1 226 500 | 32     | Sam Querrey       | John Isner          | 6-7(3), 7-6(5), 6-3 |
| Acapulco   | Febrero   | Tierra batida | $ 1 081 500 | 32     | David Ferrer      | Juan Carlos Ferrero | 6-3, 3-6, 6-1       |
| Dubái      | Febrero   | Dura          | $ 2 233 500 | 32     | Novak Djokovic    | Mikhail Youzhny     | 7-5, 5-7, 6-3       |
| Barcelona  | Abril     | Tierra batida | € 1 995 000 | 56     | Fernando Verdasco | Robin Söderling     | 6-3, 4-6, 6-3       |
| Hamburgo   | Julio     | Tierra batida | € 1 115 000 | 48     | Andrey Golubev    | Jürgen Melzer       | 6-3, 7-5            |
| Washington | Agosto    | Dura          | $ 1 402 000 | 48     | David Nalbandian  | Marcos Baghdatis    | 6-2, 7-6(4)         |
| Pekín      | Octubre   | Dura          | $ 3 336 500 | 32     | Novak Djokovic    | David Ferrer        | 6-2, 6-4            |
| Tokio      | Octubre   | Dura          | $ 1 226 500 | 32     | Rafael Nadal      | Gaël Monfils        | 6-1, 7-5            |
| Basilea    | Noviembre | Dura (i)      | € 1 755 000 | 32     | Roger Federer     | Novak Djokovic      | 6-4, 3-6, 6-1       |
| Valencia   | Noviembre | Dura (i)      | € 2 019 000 | 32     | David Ferrer      | Marcel Granollers   | 7-5, 6-3            |

### 2011
En 2011 el ATP World Tour 500 lo integraron los siguientes torneos:
| Torneo     | Fecha     | Superficie    | Premios     | Cuadro | Campeón           | Subcampeón         | Resultado            |
| ---------- | --------- | ------------- | ----------- | ------ | ----------------- | ------------------ | -------------------- |
| Róterdam   | Febrero   | Dura (i)      | € 1 445 000 | 32     | Robin Söderling   | Jo-Wilfried Tsonga | 6-3, 3-6, 6-3        |
| Memphis    | Febrero   | Dura (i)      | $ 1 226 500 | 32     | Andy Roddick      | Milos Raonic       | 7-6(7), 6-7(11), 7-5 |
| Acapulco   | Febrero   | Tierra batida | $ 1 226 500 | 32     | David Ferrer      | Nicolás Almagro    | 7-6(4), 6-7(2), 6-2  |
| Dubái      | Febrero   | Dura          | $ 2 233 000 | 32     | Novak Djokovic    | Roger Federer      | 6-3, 6-3             |
| Barcelona  | Abril     | Tierra batida | € 1 995 000 | 56     | Rafael Nadal      | David Ferrer       | 6-2, 6-4             |
| Hamburgo   | Julio     | Tierra batida | € 1 115 000 | 48     | Gilles Simon      | Nicolás Almagro    | 6-4, 4-6, 6-4        |
| Washington | Agosto    | Dura          | $ 1 402 900 | 48     | Radek Štěpánek    | Gaël Monfils       | 6-4, 6-4             |
| Pekín      | Octubre   | Dura          | $ 3 336 500 | 32     | Tomáš Berdych     | Marin Čilić        | 3-6, 6-4, 6-1        |
| Tokio      | Octubre   | Dura          | $ 1 341 000 | 32     | Andy Murray       | Rafael Nadal       | 3-6, 6-2, 6-0        |
| Basilea    | Noviembre | Dura (i)      | € 1 838 100 | 32     | Roger Federer     | Kei Nishikori      | 6-1, 6-3             |
| Valencia   | Noviembre | Dura (i)      | € 2 019 000 | 32     | Marcel Granollers | Juan Mónaco        | 6-2, 4-6, 7-6(3)     |

### 2012
En 2012 el ATP World Tour 500 lo integraron los siguientes torneos:
| Torneo     | Fecha     | Superficie    | Premios     | Cuadro | Campeón               | Subcampeón            | Resultado           |
| ---------- | --------- | ------------- | ----------- | ------ | --------------------- | --------------------- | ------------------- |
| Róterdam   | Febrero   | Dura (i)      | € 1 502 500 | 32     | Roger Federer         | Juan Martín del Potro | 6-1, 6-4            |
| Memphis    | Febrero   | Dura (i)      | $ 1 281 500 | 32     | Jürgen Melzer         | Milos Raonic          | 7-5, 7-6(4)         |
| Acapulco   | Febrero   | Tierra batida | $ 1 281 500 | 32     | David Ferrer          | Fernando Verdasco     | 6-1, 6-2            |
| Dubái      | Febrero   | Dura          | $ 2 313 975 | 32     | Roger Federer         | Andy Murray           | 7-5, 6-4            |
| Barcelona  | Abril     | Tierra batida | € 2 072 500 | 56     | Rafael Nadal          | David Ferrer          | 7-6(1), 7-5         |
| Hamburgo   | Julio     | Tierra batida | € 1 015 000 | 32     | Juan Mónaco           | Tommy Haas            | 7-5, 6-4            |
| Washington | Agosto    | Dura          | $ 1 286 260 | 32     | Aleksandr Dolgopólov  | Tommy Haas            | 6-7(7), 6-4, 6-1    |
| Pekín      | Octubre   | Dura          | $ 3 441 500 | 32     | Novak Djokovic        | Jo-Wilfried Tsonga    | 7-6(4), 6-2         |
| Tokio      | Octubre   | Dura          | $ 1 407 065 | 32     | Kei Nishikori         | Milos Raonic          | 7-6(5), 3-6, 6-0    |
| Basilea    | Noviembre | Dura (i)      | € 1 934 300 | 32     | Juan Martín del Potro | Roger Federer         | 6-4, 6-7(5), 7-6(3) |
| Valencia   | Noviembre | Dura (i)      | € 2 086 850 | 32     | David Ferrer          | Alexander Dolgopolov  | 6-1, 3-6, 6-4       |

### 2013
En 2013 el ATP World Tour 500 lo integraron los siguientes torneos:
| Torneo     | Fecha     | Superficie    | Premios     | Cuadro | Campeón               | Subcampeón        | Resultado        |
| ---------- | --------- | ------------- | ----------- | ------ | --------------------- | ----------------- | ---------------- |
| Róterdam   | Febrero   | Dura (i)      | € 1 575 875 | 32     | Juan Martín del Potro | Julien Benneteau  | 7-6(2), 6-3      |
| Memphis    | Febrero   | Dura (i)      | $ 1 353 550 | 32     | Kei Nishikori         | Feliciano López   | 6-2, 6-3         |
| Acapulco   | Febrero   | Tierra batida | $ 1 353 550 | 32     | Rafael Nadal          | David Ferrer      | 6-0, 6-2         |
| Dubái      | Febrero   | Dura          | $ 2 413 300 | 32     | Novak Djokovic        | Tomáš Berdych     | 7-5, 6-3         |
| Barcelona  | Abril     | Tierra batida | € 2 166 875 | 48     | Rafael Nadal          | Nicolás Almagro   | 6-4, 6-3         |
| Hamburgo   | Julio     | Tierra batida | € 1 230 500 | 48     | Fabio Fognini         | Federico Delbonis | 4-6, 7-6(8), 6-2 |
| Washington | Julio     | Dura          | $ 1 546 590 | 48     | Juan Martín del Potro | John Isner        | 3-6, 6-1, 6-2    |
| Pekín      | Octubre   | Dura          | $ 3 566 050 | 32     | Novak Djokovic        | Rafael Nadal      | 6-3, 6-4         |
| Tokio      | Octubre   | Dura          | $ 1 437 800 | 32     | Juan Martín del Potro | Milos Raonic      | 7-6(5), 7-5      |
| Basilea    | Noviembre | Dura (i)      | € 1 988 835 | 32     | Juan Martín del Potro | Roger Federer     | 7-6(3), 2-6, 6-4 |
| Valencia   | Noviembre | Dura (i)      | € 2 171 095 | 32     | Mikhail Youzhny       | David Ferrer      | 6-3, 7-5         |

### 2014
A partir de 2014, la gira ATP World Tour 500 introdujo una parada por Sudamérica, adicionando el torneo de Río de Janeiro en reemplazo del torneo de Memphis, dejando de esta manera los siguientes resultados:
| Torneo         | Fecha      | Superficie    | Premios     | Cuadro | Campeón         | Subcampeón           | Resultado           |
| -------------- | ---------- | ------------- | ----------- | ------ | --------------- | -------------------- | ------------------- |
| Róterdam       | Febrero    | Dura (i)      | € 1 500 755 | 32     | Tomáš Berdych   | Marin Čilić          | 6-4, 6-2            |
| Río de Janeiro | Febrero    | Tierra batida | $ 1 454 365 | 32     | Rafael Nadal    | Alexander Dolgopolov | 6-3, 7-6(3)         |
| Acapulco       | Febrero    | Dura          | $ 1 454 365 | 32     | Grigor Dimitrov | Kevin Anderson       | 7-6(1), 3-6, 7-6(5) |
| Dubái          | Febrero    | Dura          | $ 2 359 935 | 32     | Roger Federer   | Tomáš Berdych        | 3-6, 6-4, 6-3       |
| Barcelona      | Abril      | Tierra batida | € 2 127 035 | 48     | Kei Nishikori   | Santiago Giraldo     | 6-2, 6-2            |
| Hamburgo       | Julio      | Tierra batida | € 1 322 150 | 48     | Leonardo Mayer  | David Ferrer         | 6-7(3), 6-1, 7-6(4) |
| Washington     | Julio      | Dura          | $ 1 654 295 | 48     | Milos Raonic    | Vasek Pospisil       | 6-1, 6-4            |
| Pekín          | Septiembre | Dura          | $ 3 755 065 | 32     | Novak Djokovic  | Tomáš Berdych        | 6-0, 6-2            |
| Tokio          | Septiembre | Dura          | $ 1 373 420 | 32     | Kei Nishikori   | Milos Raonic         | 7-6(5), 4-6, 6-4    |
| Basilea        | Octubre    | Dura (i)      | € 1 915 060 | 32     | Roger Federer   | David Goffin         | 6-2, 6-2            |
| Valencia       | Octubre    | Dura (i)      | € 2 204 230 | 32     | Andy Murray     | Tommy Robredo        | 3-6, 7-6(7), 7-6(8) |

### 2015
A partir de 2015, en la gira ATP World Tour 500 se introdujeron los torneos de Césped de Halle y Queen's Club y el torneo de Viena reemplazo al torneo de Valencia, dejando de esta manera los siguientes resultados:
| Torneo         | Fecha             | Superficie    | Premios     | Cuadro | Campeón            | Subcampeón     | Resultado     |
| -------------- | ----------------- | ------------- | ----------- | ------ | ------------------ | -------------- | ------------- |
| Róterdam       | Febrero           | Dura (i)      | € 1 600 855 | 32     | Stanislas Wawrinka | Tomáš Berdych  | 4-6, 6-3, 6-4 |
| Río de Janeiro | Febrero           | Tierra batida | $ 1 548 755 | 32     | David Ferrer       | Fabio Fognini  | 6-2, 6-3      |
| Acapulco       | Febrero           | Dura          | $ 1 548 755 | 32     | David Ferrer       | Kei Nishikori  | 6-3, 7-5      |
| Dubái          | Febrero           | Dura          | $ 2 503 810 | 32     | Roger Federer      | Novak Djokovic | 6-3, 7-5      |
| Barcelona      | Abril             | Tierra batida | € 2 265 235 | 48     | Kei Nishikori      | Pablo Andújar  | 6-4, 6-4      |
| Halle          | Junio             | Césped        | € 1 696 645 | 32     | Roger Federer      | Andreas Seppi  | 7-6 (1), 6-4  |
| Queen's Club   | Junio             | Césped        | € 1 696 645 | 32     | Andy Murray        | Kevin Anderson | 6-3, 6-4      |
| Hamburgo       | Julio-agosto      | Tierra batida | € 1 407 960 | 48     | Rafael Nadal       | Fabio Fognini  | 7-5, 7-5      |
| Washington     | Agosto            | Dura          | $ 1 753 020 | 48     | Kei Nishikori      | John Isner     | 4-6, 6-4, 6-4 |
| Pekín          | Octubre           | Dura          | $ 3 944 715 | 32     | Novak Djokovic     | Rafael Nadal   | 6-2, 6-2      |
| Tokio          | Octubre           | Dura          | $ 1 397 250 | 32     | Stanislas Wawrinka | Benoît Paire   | 6-2, 6-4      |
| Viena          | Octubre           | Dura (i)      | € 2 324 045 | 32     | David Ferrer       | Steve Johnson  | 4-6, 6-4, 7-5 |
| Basilea        | Octubre-noviembre | Dura (i)      | € 2 022 300 | 32     | Roger Federer      | Rafael Nadal   | 6-3, 5-7, 6-3 |

### 2016
En 2016 el ATP World Tour 500 lo integraron los siguientes torneos:
| Torneo         | Fecha   | Superficie    | Premios     | Cuadro | Campeón            | Subcampeón         | Resultado        |
| -------------- | ------- | ------------- | ----------- | ------ | ------------------ | ------------------ | ---------------- |
| Róterdam       | Febrero | Dura (i)      | € 1 722 820 | 32     | Martin Kližan      | Gaël Monfils       | 6-7(1), 6-3, 6-1 |
| Río de Janeiro | Febrero | Tierra batida | $ 1 471 315 | 32     | Pablo Cuevas       | Guido Pella        | 6-4, 6-7(5), 6-4 |
| Acapulco       | Febrero | Dura          | $ 1 551 830 | 32     | Dominic Thiem      | Bernard Tomic      | 7-6(6), 4-6, 6-3 |
| Dubái          | Febrero | Dura          | € 2 674 445 | 32     | Stanislas Wawrinka | Marcos Baghdatis   | 6-4, 7-6(13)     |
| Barcelona      | Abril   | Tierra batida | € 2 428 355 | 48     | Rafael Nadal       | Kei Nishikori      | 6-4, 7-5         |
| Halle          | Junio   | Césped        | € 1 826 275 | 32     | Florian Mayer      | Alexander Zverev   | 6-2, 5-7, 6-3    |
| Queen's Club   | Junio   | Césped        | € 1 928 610 | 32     | Andy Murray        | Milos Raonic       | 6-7(5), 6-4, 6-3 |
| Hamburgo       | Julio   | Tierra batida | € 1 514 495 | 32     | Martin Kližan      | Pablo Cuevas       | 6-1, 6-4         |
| Washington     | Julio   | Dura          | $ 1 877 705 | 48     | Gaël Monfils       | Ivo Karlović       | 5-7, 7-6(6), 6-4 |
| Pekín          | Octubre | Dura          | $ 4 164 780 | 32     | Andy Murray        | Grigor Dimitrov    | 6-4, 7-6(2)      |
| Tokio          | Octubre | Dura          | $ 1 506 835 | 32     | Nick Kyrgios       | David Goffin       | 4-6, 6-3, 7-5    |
| Viena          | Octubre | Dura (i)      | € 2 467 310 | 32     | Andy Murray        | Jo-Wilfried Tsonga | 6-3, 7-6(6)      |
| Basilea        | Octubre | Dura (i)      | € 2 151 985 | 32     | Marin Čilić        | Kei Nishikori      | 6-1, 7-6(5)      |

### 2017
En 2017 el ATP World Tour 500 lo integraron los siguientes torneos:
| Torneo         | Fecha   | Superficie    | Premios     | Cuadro | Campeón            | Subcampeón            | Resultado           |
| -------------- | ------- | ------------- | ----------- | ------ | ------------------ | --------------------- | ------------------- |
| Róterdam       | Febrero | Dura (i)      | € 1 854 365 | 32     | Jo-Wilfried Tsonga | David Goffin          | 4-6, 6-4, 6-1       |
| Río de Janeiro | Febrero | Tierra batida | $ 1 603 940 | 32     | Dominic Thiem      | Pablo Carreño         | 7-5, 6-4            |
| Acapulco       | Febrero | Dura          | $ 1 633 690 | 32     | Sam Querrey        | Rafael Nadal          | 6-3, 7-6(3)         |
| Dubái          | Febrero | Dura          | $ 2 858 530 | 32     | Andy Murray        | Fernando Verdasco     | 6-3, 6-2            |
| Barcelona      | Abril   | Tierra batida | € 2 604 340 | 48     | Rafael Nadal       | Dominic Thiem         | 6-4, 6-1            |
| Halle          | Junio   | Césped        | € 1 966 095 | 32     | Roger Federer      | Alexander Zverev      | 6-1, 6-3            |
| Queen's Club   | Junio   | Césped        | € 1 966 095 | 32     | Feliciano López    | Marin Čilić           | 4-6, 7-6(2), 7-6(8) |
| Hamburgo       | Julio   | Tierra batida | € 1 629 375 | 32     | Leonardo Mayer     | Florian Mayer         | 6-4, 4-6, 6-3       |
| Washington     | Julio   | Dura          | $ 2 002 460 | 48     | Alexander Zverev   | Kevin Anderson        | 6-4, 6-4            |
| Pekín          | Octubre | Dura          | $ 4 280 460 | 32     | Rafael Nadal       | Nick Kyrgios          | 6-2, 6-1            |
| Tokio          | Octubre | Dura          | $ 1 706 175 | 32     | David Goffin       | Adrian Mannarino      | 6-3, 7-5            |
| Viena          | Octubre | Dura (i)      | € 2 621 850 | 32     | Lucas Pouille      | Jo-Wilfried Tsonga    | 6-1, 6-4            |
| Basilea        | Octubre | Dura (i)      | € 2 291 860 | 32     | Roger Federer      | Juan Martín del Potro | 6-7(5), 6-4, 6-3    |

### 2018
En 2018 el ATP World Tour 500 lo integraron los siguientes torneos:
| Torneo         | Fecha   | Superficie    | Premios     | Cuadro | Campeón               | Subcampeón            | Resultado        |
| -------------- | ------- | ------------- | ----------- | ------ | --------------------- | --------------------- | ---------------- |
| Róterdam       | Febrero | Dura (i)      | € 1 966 245 | 32     | Roger Federer         | Grigor Dimitrov       | 6-2, 6-2         |
| Río de Janeiro | Febrero | Tierra batida | $ 1 842 475 | 32     | Diego Schwartzman     | Fernando Verdasco     | 6-2, 6-3         |
| Acapulco       | Febrero | Dura          | $ 1 789 445 | 32     | Juan Martín del Potro | Kevin Anderson        | 6-4, 6-4         |
| Dubái          | Febrero | Dura          | $ 3 057 135 | 32     | Roberto Bautista      | Lucas Pouille         | 6-3, 6-4         |
| Barcelona      | Abril   | Tierra batida | € 2 794 220 | 48     | Rafael Nadal          | Stéfanos Tsitsipás    | 6-2, 6-1         |
| Halle          | Junio   | Césped        | € 2 116 915 | 32     | Borna Ćorić           | Roger Federer         | 7-6(6), 3-6, 6-2 |
| Queen's Club   | Junio   | Césped        | € 2 116 915 | 32     | Marin Čilić           | Novak Djokovic        | 5-7, 7-6(4), 6-3 |
| Hamburgo       | Julio   | Tierra batida | € 1 753 255 | 32     | Nikoloz Basilashvili  | Leonardo Mayer        | 6-4, 0-6, 7-5    |
| Washington     | Julio   | Dura          | $ 2 146 815 | 48     | Alexander Zverev      | Álex de Miñaur        | 6-2, 6-4         |
| Pekín          | Octubre | Dura          | $ 4 658 510 | 32     | Nikoloz Basilashvili  | Juan Martín del Potro | 6-4, 6-4         |
| Tokio          | Octubre | Dura          | $ 1 928 580 | 32     | Daniil Medvédev       | Kei Nishikori         | 6-2, 6-4         |
| Viena          | Octubre | Dura (i)      | € 2 788 740 | 32     | Kevin Anderson        | Kei Nishikori         | 6-3, 7-6(3)      |
| Basilea        | Octubre | Dura (i)      | € 2 442 740 | 32     | Roger Federer         | Marius Copil          | 7-6(5), 6-4      |

### 2019
En 2019 el ATP World Tour 500 lo integraron los siguientes torneos:
| Torneo         | Fecha                    | Superficie    | Premios     | Cuadro | Campeón              | Subcampeón            | Resultado           |
| -------------- | ------------------------ | ------------- | ----------- | ------ | -------------------- | --------------------- | ------------------- |
| Róterdam       | 11 de febrero de 2019    | Dura (i)      | € 2 098 480 | 32     | Gaël Monfils         | Stan Wawrinka         | 6-3, 1-6, 6-2       |
| Río de Janeiro | 18 de febrero de 2019    | Tierra batida | $ 1 937 740 | 32     | Laslo Djere          | Félix Auger-Aliassime | 6-3, 7-5            |
| Acapulco       | 25 de febrero de 2019    | Dura          | $ 1 931 110 | 32     | Nick Kyrgios         | Alexander Zverev      | 6-3, 6-4            |
| Dubái          | 25 de febrero de 2019    | Dura          | $ 2 887 895 | 32     | Roger Federer        | Stefanos Tsitsipas    | 6-4, 6-4            |
| Barcelona      | 22 de abril de 2019      | Tierra batida | € 2 746 455 | 48     | Dominic Thiem        | Daniil Medvédev       | 6-4, 6-0            |
| Halle          | 17 de junio de 2019      | Césped        | € 2 219 150 | 32     | Roger Federer        | David Goffin          | 7-6(2), 6-1         |
| Queen's Club   | 17 de junio de 2019      | Césped        | € 2 219 150 | 32     | Feliciano López      | Gilles Simon          | 6-2, 6-7(4), 7-6(2) |
| Hamburgo       | 22 de julio de 2019      | Tierra batida | € 1 855 490 | 32     | Nikoloz Basilashvili | Andrey Rublev         | 7-5, 4-6, 6-3       |
| Washington     | 29 de julio de 2019      | Dura          | $ 2 046 340 | 48     | Nick Kyrgios         | Daniil Medvédev       | 7-6(6), 7-6(4)      |
| Pekín          | 30 de septiembre de 2019 | Dura          | $ 3 666 275 | 32     | Dominic Thiem        | Stefanos Tsitsipas    | 3-6, 6-4, 6-1       |
| Tokio          | 30 de septiembre de 2019 | Dura          | $ 2 046 340 | 32     | Novak Djokovic       | John Millman          | 6-3, 6-2            |
| Viena          | 21 de octubre de 2019    | Dura (i)      | € 2 443 810 | 32     | Dominic Thiem        | Diego Schwartzman     | 3-6, 6-4, 6-3       |
| Basilea        | 21 de octubre de 2019    | Dura (i)      | € 2 219 975 | 32     | Roger Federer        | Álex de Miñaur        | 6-2, 6-2            |

### 2020
En 2020 el ATP World Tour 500 lo integraron los siguientes torneos:
| Torneo          | Fecha                    | Superficie    | Premios     | Cuadro | Campeón                                  | Subcampeón                               | Resultado                                |
| --------------- | ------------------------ | ------------- | ----------- | ------ | ---------------------------------------- | ---------------------------------------- | ---------------------------------------- |
| Róterdam        | 10 de febrero de 2020    | Dura (i)      | € 2 155 295 | 32     | Gaël Monfils                             | Félix Auger-Aliassime                    | 6-2, 6-4                                 |
| Río de Janeiro  | 17 de febrero de 2020    | Tierra batida | $ 1 915 485 | 32     | Christian Garín                          | Gianluca Mager                           | 7-6(3), 7-5                              |
| Acapulco        | 24 de febrero de 2020    | Dura          | $ 2 000 845 | 32     | Rafael Nadal                             | Taylor Fritz                             | 6-3, 6-2                                 |
| Dubái           | 24 de febrero de 2020    | Dura          | $ 2 794 840 | 32     | Novak Djokovic                           | Stefanos Tsitsipas                       | 6-3, 6-4                                 |
| Barcelona       | 20 de abril de 2020      | Tierra batida | € 2 803 265 | 48     | No disputado por la pandemia de COVID-19 | No disputado por la pandemia de COVID-19 | No disputado por la pandemia de COVID-19 |
| Halle           | 15 de junio de 2020      | Césped        | € 2 275 960 | 32     | No disputado por la pandemia de COVID-19 | No disputado por la pandemia de COVID-19 | No disputado por la pandemia de COVID-19 |
| Queen's Club    | 15 de junio de 2020      | Césped        | € 2 275 960 | 32     | No disputado por la pandemia de COVID-19 | No disputado por la pandemia de COVID-19 | No disputado por la pandemia de COVID-19 |
| Washington      | 3 de agosto de 2020      | Dura          | $ 2 108 865 | 48     | No disputado por la pandemia de COVID-19 | No disputado por la pandemia de COVID-19 | No disputado por la pandemia de COVID-19 |
| Hamburgo        | 21 de septiembre de 2020 | Tierra batida | € 1 203 960 | 32     | Andrey Rublev                            | Stefanos Tsitsipas                       | 6-4, 3-6, 7-5                            |
| Pekín           | 5 de octubre de 2020     | Dura          | $ 3 728 800 | 32     | No disputado por la pandemia de COVID-19 | No disputado por la pandemia de COVID-19 | No disputado por la pandemia de COVID-19 |
| Tokio           | 5 de octubre de 2020     | Dura          | $ 2 108 865 | 32     | No disputado por la pandemia de COVID-19 | No disputado por la pandemia de COVID-19 | No disputado por la pandemia de COVID-19 |
| San Petersburgo | 12 de octubre de 2020    | Dura (i)      | $ 1 399 370 | 32     | Andrey Rublev                            | Borna Ćorić                              | 7-6(5), 6-4                              |
| Basilea         | 26 de octubre de 2020    | Dura (i)      | € 2 276 790 | 32     | No disputado por la pandemia de COVID-19 | No disputado por la pandemia de COVID-19 | No disputado por la pandemia de COVID-19 |
| Viena           | 26 de octubre de 2020    | Dura (i)      | € 1 550 950 | 32     | Andrey Rublev                            | Lorenzo Sonego                           | 6-4, 6-4                                 |

### 2021
En 2021 el ATP World Tour 500 lo integraron los siguientes torneos:
| Torneo       | Fecha                 | Superficie    | Premios     | Cuadro | Campeón                                  | Subcampeón                               | Resultado                                |
| ------------ | --------------------- | ------------- | ----------- | ------ | ---------------------------------------- | ---------------------------------------- | ---------------------------------------- |
| Róterdam     | 1 de marzo de 2021    | Dura (i)      | € 1 117 900 | 32     | Andrey Rublev                            | Márton Fucsovics                         | 7-6(4), 6-4                              |
| Acapulco     | 15 de marzo de 2021   | Dura          | $ 1 204 960 | 32     | Alexander Zverev                         | Stefanos Tsitsipas                       | 6-4, 7-6(3)                              |
| Dubái        | 15 de marzo de 2021   | Dura          | $ 2 048 855 | 48     | Aslán Karatsev                           | Lloyd Harris                             | 6-3, 6-2                                 |
| Barcelona    | 19 de abril de 2021   | Tierra batida | € 1 702 800 | 48     | Rafael Nadal                             | Stefanos Tsitsipas                       | 6-4, 6-7(6), 7-5                         |
| Halle        | 14 de junio de 2021   | Césped        | € 1 455 925 | 32     | Ugo Humbert                              | Andrey Rublev                            | 6-3, 7-6(4)                              |
| Queen's Club | 14 de junio de 2021   | Césped        | € 1 427 455 | 32     | Matteo Berrettini                        | Cameron Norrie                           | 6-4, 6-7(5), 6-3                         |
| Hamburgo     | 12 de julio de 2021   | Tierra batida | € 1 168 220 | 28     | Pablo Carreño                            | Filip Krajinović                         | 6-2, 6-4                                 |
| Washington   | 2 de agosto de 2021   | Dura          | $ 2 046 340 | 48     | Jannik Sinner                            | Mackenzie McDonald                       | 7-5, 4-6, 7-5                            |
| Pekín        | 4 de octubre de 2021  | Dura          | $ 3 728 800 | 32     | No disputado por la pandemia de COVID-19 | No disputado por la pandemia de COVID-19 | No disputado por la pandemia de COVID-19 |
| Tokio        | 4 de octubre de 2021  | Dura          | $ 2 108 865 | 32     | No disputado por la pandemia de COVID-19 | No disputado por la pandemia de COVID-19 | No disputado por la pandemia de COVID-19 |
| Basilea      | 25 de octubre de 2021 | Dura (i)      | € 2 276 790 | 32     | No disputado por la pandemia de COVID-19 | No disputado por la pandemia de COVID-19 | No disputado por la pandemia de COVID-19 |
| Viena        | 25 de octubre de 2021 | Dura (i)      | € 1 974 510 | 32     | Alexander Zverev                         | Frances Tiafoe                           | 7-5, 6-4                                 |

### 2022
En 2022 el ATP Tour 500 lo integraron los siguientes 13 torneos:
| Torneo         | Fecha                 | Superficie    | Premios     | Cuadro | Campeón               | Subcampeón         | Resultado        |
| -------------- | --------------------- | ------------- | ----------- | ------ | --------------------- | ------------------ | ---------------- |
| Róterdam       | 7 de febrero de 2022  | Dura (i)      | € 1 349 070 | 32     | Félix Auger-Aliassime | Stefanos Tsitsipas | 6-4, 6-2         |
| Río de Janeiro | 14 de febrero de 2022 | Tierra batida | $ 1 815 115 | 28     | Carlos Alcaraz        | Diego Schwartzman  | 6-4, 6-2         |
| Acapulco       | 21 de febrero de 2022 | Dura          | $ 1 832 890 | 32     | Rafael Nadal          | Cameron Norrie     | 6-4, 6-4         |
| Dubái          | 21 de febrero de 2022 | Dura          | $ 2 949 665 | 32     | Andrey Rublev         | Jiří Veselý        | 6-3, 6-4         |
| Barcelona      | 18 de abril de 2022   | Tierra batida | € 2 802 580 | 48     | Carlos Alcaraz        | Pablo Carreño      | 6-3, 6-2         |
| Halle          | 13 de junio de 2022   | Césped        | € 2 275 275 | 32     | Hubert Hurkacz        | Daniil Medvédev    | 6-1, 6-4         |
| Queen's Club   | 13 de junio de 2022   | Césped        | € 2 275 275 | 32     | Matteo Berrettini     | Filip Krajinović   | 7-5, 6-4         |
| Hamburgo       | 18 de julio de 2022   | Tierra batida | € 1 911 620 | 32     | Lorenzo Musetti       | Carlos Alcaraz     | 6-4, 6-7(6), 6-4 |
| Washington     | 1 de agosto de 2022   | Dura          | $ 2 108 110 | 48     | Nick Kyrgios          | Yoshihito Nishioka | 6-4, 6-3         |
| Astaná         | 3 de octubre de 2022  | Dura (i)      | $ 2 054 825 | 32     | Novak Djokovic        | Stefanos Tsitsipas | 6-3, 6-4         |
| Tokio          | 3 de octubre de 2022  | Dura          | $ 2 108 110 | 32     | Taylor Fritz          | Frances Tiafoe     | 7-6(3), 7-6(2)   |
| Viena          | 24 de octubre de 2022 | Dura (i)      | € 2 489 935 | 32     | Daniil Medvédev       | Denis Shapovalov   | 4-6, 6-3, 6-2    |
| Basilea        | 24 de octubre de 2022 | Dura (i)      | € 2 276 105 | 32     | Félix Auger-Aliassime | Holger Rune        | 6-3, 7-5         |

### 2023
En 2023 el ATP Tour 500 lo integraron los siguientes 13 torneos:
| Torneo         | Fecha                    | Superficie    | Premios     | Cuadro | Campeón               | Subcampeón         | Resultado        |
| -------------- | ------------------------ | ------------- | ----------- | ------ | --------------------- | ------------------ | ---------------- |
| Róterdam       | 13 de febrero de 2023    | Dura (i)      | € 2 224 460 | 32     | Daniil Medvédev       | Jannik Sinner      | 5-7, 6-2, 6-2    |
| Río de Janeiro | 20 de febrero de 2023    | Tierra batida | $ 2 178 980 | 32     | Cameron Norrie        | Carlos Alcaraz     | 5-7, 6-4, 7-5    |
| Acapulco       | 27 de febrero de 2023    | Dura          | $ 2 178 980 | 32     | Álex de Miñaur        | Tommy Paul         | 3-6, 6-4, 6-1    |
| Dubái          | 27 de febrero de 2023    | Dura          | $ 3 020 535 | 32     | Daniil Medvédev       | Andrey Rublev      | 6-2, 6-2         |
| Barcelona      | 17 de abril de 2023      | Tierra batida | € 2 872 435 | 48     | Carlos Alcaraz        | Stefanos Tsitsipas | 6-3, 6-4         |
| Halle          | 19 de junio de 2023      | Césped        | € 2 345 130 | 32     | Aleksandr Búblik      | Andrey Rublev      | 6-3, 3-6, 6-3    |
| Queen's Club   | 19 de junio de 2023      | Césped        | € 2 345 130 | 32     | Carlos Alcaraz        | Álex de Miñaur     | 6-4, 6-4         |
| Hamburgo       | 24 de julio de 2023      | Tierra batida | € 1 981 470 | 32     | Alexander Zverev      | Laslo Djere        | 7-5, 6-3         |
| Washington     | 31 de julio de 2023      | Dura          | $ 2 178 980 | 48     | Daniel Evans          | Tallon Griekspoor  | 7-5, 6-3         |
| Pekín          | 28 de septiembre de 2023 | Dura          | $ 3 798 915 | 32     | Jannik Sinner         | Daniil Medvédev    | 7-6(2), 7-6(2)   |
| Tokio          | 16 de octubre de 2023    | Dura          | $ 2 178 980 | 32     | Ben Shelton           | Aslán Karatsev     | 7-5, 6-1         |
| Viena          | 23 de octubre de 2023    | Dura (i)      | € 2 559 790 | 32     | Jannik Sinner         | Daniil Medvédev    | 7-6(7), 4-6, 6-3 |
| Basilea        | 23 de octubre de 2023    | Dura (i)      | € 2 345 955 | 32     | Félix Auger-Aliassime | Hubert Hurkacz     | 7-6(3), 7-6(5)   |

### 2024
En 2024 el ATP Tour 500 lo integraron los siguientes 13 torneos:
| Torneo         | Fecha                    | Superficie    | Premios     | Cuadro | Campeón                    | Subcampeón         | Resultado           |
| -------------- | ------------------------ | ------------- | ----------- | ------ | -------------------------- | ------------------ | ------------------- |
| Róterdam       | 12 de febrero de 2024    | Dura (i)      | € 2 290 720 | 32     | Jannik Sinner              | Álex de Miñaur     | 7-5, 6-4            |
| Río de Janeiro | 19 de febrero de 2024    | Tierra batida | $ 2 271 715 | 32     | Sebastián Báez             | Mariano Navone     | 6-2, 6-1            |
| Acapulco       | 26 de febrero de 2024    | Dura          | $ 2 377 565 | 32     | Álex de Miñaur             | Casper Ruud        | 6-4, 6-4            |
| Dubái          | 26 de febrero de 2024    | Dura          | $ 3 113 270 | 32     | Ugo Humbert                | Aleksandr Búblik   | 6-4, 6-3            |
| Barcelona      | 15 de abril de 2024      | Tierra batida | € 2 938 695 | 48     | Casper Ruud                | Stefanos Tsitsipas | 7-5, 6-3            |
| Halle          | 17 de junio de 2024      | Césped        | € 2 411 390 | 32     | Jannik Sinner              | Hubert Hurkacz     | 7-6(8), 7-6(2)      |
| Queen's Club   | 17 de junio de 2024      | Césped        | € 2 411 390 | 32     | Tommy Paul                 | Lorenzo Musetti    | 6-1, 7-6(8)         |
| Hamburgo       | 15 de julio de 2024      | Tierra batida | € 2 047 730 | 32     | Arthur Fils                | Alexander Zverev   | 6-3, 3-6, 7-6(1)    |
| Washington     | 29 de julio de 2024      | Dura          | $ 2 271 715 | 48     | Sebastian Korda            | Flavio Cobolli     | 4-6, 6-2, 6-0       |
| Tokio          | 25 de septiembre de 2024 | Dura          | $ 1 989 865 | 32     | Arthur Fils                | Ugo Humbert        | 5-7, 7-6(6), 6-3    |
| Pekín          | 26 de septiembre de 2024 | Dura          | $ 3 891 650 | 32     | Carlos Alcaraz             | Jannik Sinner      | 6-7(6), 6-4, 7-6(3) |
| Viena          | 21 de octubre de 2024    | Dura (i)      | €2 626 045  | 32     | Jack Draper                | Karen Khachanov    | 6-4, 7-5            |
| Basilea        | 21 de octubre de 2024    | Dura (i)      | €2 540 835  | 32     | Giovanni Mpetshi Perricard | Ben Shelton        | 6-4, 7-6(4)         |

### 2025
En 2025 el ATP Tour 500 lo integraron los siguientes 16 torneos:
| Torneo         | Fecha                 | Superficie    | Premios     | Cuadro | Campeón            | Subcampeón            | Resultado        |
| -------------- | --------------------- | ------------- | ----------- | ------ | ------------------ | --------------------- | ---------------- |
| Dallas         | 3 de febrero de 2025  | Dura (i)      | $ 3 035 960 | 32     | Denis Shapovalov   | Casper Ruud           | 7-6(5), 6-3      |
| Róterdam       | 3 de febrero de 2025  | Dura (i)      | € 2 563 150 | 32     | Carlos Alcaraz     | Álex de Miñaur        | 6-4, 3-6, 6-2    |
| Doha           | 17 de febrero de 2025 | Dura          | $ 3 035 960 | 32     | Andrey Rublev      | Jack Draper           | 7-5, 5-7, 6-1    |
| Río de Janeiro | 17 de febrero de 2025 | Tierra batida | $ 2 574 145 | 32     | Sebastián Báez     | Alexandre Müller      | 6-2, 6-3         |
| Acapulco       | 24 de febrero de 2025 | Dura          | $ 2 763 440 | 32     | Tomáš Macháč       | Alejandro Davidovich  | 7-6(6), 6-2      |
| Dubái          | 24 de febrero de 2025 | Dura          | $ 3 415 700 | 32     | Stefanos Tsitsipas | Félix Auger-Aliassime | 6-3, 6-3         |
| Barcelona      | 14 de abril de 2025   | Tierra batida | € 2 889 200 | 32     | Holger Rune        | Carlos Alcaraz        | 7-6(6), 6-2      |
| Múnich         | 14 de abril de 2025   | Tierra batida | € 2 500 000 | 32     | Alexander Zverev   | Ben Shelton           | 6-2, 6-4         |
| Hamburgo       | 18 de mayo de 2025    | Tierra batida | € 2 158 560 | 32     | Flavio Cobolli     | Andrey Rublev         | 6-2, 6-4         |
| Halle          | 16 de junio de 2025   | Césped        | € 2 522 220 | 32     | Aleksandr Búblik   | Daniil Medvédev       | 6-3, 7-6(4)      |
| Queen's Club   | 16 de junio de 2025   | Césped        | € 2 522 220 | 32     | Carlos Alcaraz     | Jiří Lehečka          | 7-5, 6-7(5), 6-2 |
| Washington     | 21 de julio de 2025   | Dura          | $ 2 396 115 | 48     | Álex de Miñaur     | Alejandro Davidovich  | 5-7, 6-1, 7-6(3) |
| Pekín          | septiembre de 2025    | Dura          | $           | 32     |                    |                       |                  |
| Tokio          | septiembre de 2025    | Dura          | $           | 32     |                    |                       |                  |
| Viena          | octubre de 2025       | Dura (i)      | €           | 32     |                    |                       |                  |
| Basilea        | octubre de 2025       | Dura (i)      | €           | 32     |                    |                       |                  |

## Títulos por jugador
Incluye los ATP Championship Series (1990-1999), ATP International Series Gold (2000-2008), ATP World Tour 500 (2009-2018) y los ATP 500 (2019-presente). Los tenistas en negrita siguen en activo.
Actualizado tras el  Torneo de Queen's Club de 2025. [cita requerida]
| Jugador               | Títulos |
| --------------------- | ------- |
| Roger Federer         | 24      |
| Rafael Nadal          | 23      |
| Novak Djokovic        | 15      |
| Pete Sampras          | 12      |
| David Ferrer          | 10      |
| Boris Becker          | 9       |
| Juan Martín del Potro | 9       |
| Andy Murray           | 9       |
| Stefan Edberg         | 8       |
| Goran Ivanišević      | 7       |
| Carlos Alcaraz        | 7       |
| Ivan Lendl            | 6       |
| Kei Nishikori         | 6       |
| Alexander Zverev      | 6       |
| Andrey Rublev         | 6       |
| Andre Agassi          | 6       |

| Jugador               | Finales |
| --------------------- | ------- |
| Roger Federer         | 31      |
| Rafael Nadal          | 28      |
| David Ferrer          | 19      |
| Novak Djokovic        | 18      |
| Boris Becker          | 14      |
| Pete Sampras          | 13      |
| Juan Martín del Potro | 13      |
| Goran Ivanišević      | 13      |
| Stefan Edberg         | 12      |
| Kei Nishikori         | 12      |
| Stefanos Tsitsipas    | 12      |
| Andrey Rublev         | 11      |
| Andy Murray           | 10      |
| Alexander Zverev      | 10      |
| Carlos Alcaraz        | 10      |
| Andre Agassi          | 9       |
| Ivan Lendl            | 9       |
| Daniil Medvédev       | 9       |

| Jugador               | Temporada  | Torneos |
| --------------------- | ---------- | ------- |
| Boris Becker          | 1990       | 4       |
| Stefan Edberg         | 1991       | 4       |
| Marcelo Ríos          | 1998       | 4       |
| Juan Martín del Potro | 2013       | 4       |
| Pete Sampras          | 1996       | 3       |
| Rafael Nadal          | 2005       | 3       |
| Novak Djokovic        | 2009       | 3       |
| Roger Federer         | 2015, 2019 | 3       |
| David Ferrer          | 2015       | 3       |
| Andy Murray           | 2016       | 3       |
| Dominic Thiem         | 2019       | 3       |
| Andrey Rublev         | 2020       | 3       |